# János Adorján
János Adorján, madžarski rokometaš, * 30. oktober 1938, Budimpešta, † 15. december 1995, Budimpešta.
Leta 1972 je na poletnih olimpijskih igrah v Münchnu v sestavi madžarske rokometne reprezentance osvojil osmo mesto.